# Виченца
Виче́нца (итал. Vicenza, вен. Vicensa, лат. Vicetia) — город в итальянской области Венето, административный центр одноимённой провинции.
Виченца известна как город Андреа Палладио, который создал в городе много архитектурных сооружений, образующих с 1994 года памятник Всемирного наследия ЮНЕСКО под названием «виллы Андреа Палладио». В городе бывает много туристов со всей Италии и из-за рубежа.
Кроме того, город является важным промышленным центром с развитым малым и средним бизнесом. Занял в 2007 году третье место в Италии по экспорту, в основном продукции машиностроения, текстиля и ювелирных изделий. Ювелирная продукция составляет более трети от общего объёма экспорта, в результате чего Виченцу называют итальянской столицей переработки золота.
Покровителями города почитаются Пресвятая Дева Мария Горы Берико (Madonna di Monte Berico), в память чуда, совершённого Мадонной на горе в окрестностях города (празднование 8 сентября), и святой Викентий Сарагосский.

## История

### Основание города
Город Виченца основан в глубокой древности. Доказательства присутствия в этой местности коренного населения хранятся в музее Санта-Корона и датированы несколькими столетиями до н. э. Основание самого города произошло между одиннадцатым и седьмым веками до нашей эры, когда был заложен фундамент первых зданий.
Потом пришли римляне, и город стал частью Римской империи. В этот период было построено много храмов, вилл, театр (Театр Берга) и водопровод (Lobia). Самая большая улица пересекала город с запада на восток от нынешней Корсо Палладио и заканчивалась на сегодняшней Contrà del Monte.
На месте, где сейчас находятся скверы и площадь Пьяцца делле Эрбе, были найдены многочисленные останки; предполагается, что там и возник город. На площади Пьяцца Дуомо в хорошем состоянии сохранилась часть «Дома Патрициев». Под собором находятся остатки древних жилищ и дорог. К северу от Виченцы в области Lobbia до сегодняшнего дня сохранились полуразрушенные арки водопровода. С распространением христианства были построены большие церкви: Базилика Фелис и Фортунато, Сан-Джорджио и Аббатство святого Августина.
Поначалу в этой области проживала итальянская народность эвганеи, затем — Palaeo-Veneti, а в II—III веке до нашей эры местность перешла под власть галлов. Римляне завоевали местность позднее, в 157 году до н. э. Они и дали городу имя Vicetia или Vincentia («победоносный»).
Виченца получила римское гражданство в 49 году до н. э. Она занимала стратегическое место, находясь на оживлённом пути из Медиоланума (нынешний Милан) в Аквилею.

### Средние века
Во времена Средневековья городом управляло семейство Скалигеров. Они управляли городом 125 лет, с 1262 по 1387 годы. С 1404 по 1797 город вернулся к республиканскому правлению со столицей в Венеции. В течение четырёх столетий царил мир и процветание, искусство достигло высокого уровня, а экономика процветала. Шестнадцатый век был веком больших архитектурных шедевров эпохи Возрождения. Здесь творил Андреа Палладио, который оставил в наследство миру выдающиеся достижения архитектуры. Среди крупных его работ базилика Палладио, центральная площадь Пьяцца деи Синьори, театр Олимпико, вилла Капра. Традиция была продолжена Винченцо Скамоцци и другими архитекторами вплоть до восемнадцатого века.

## География

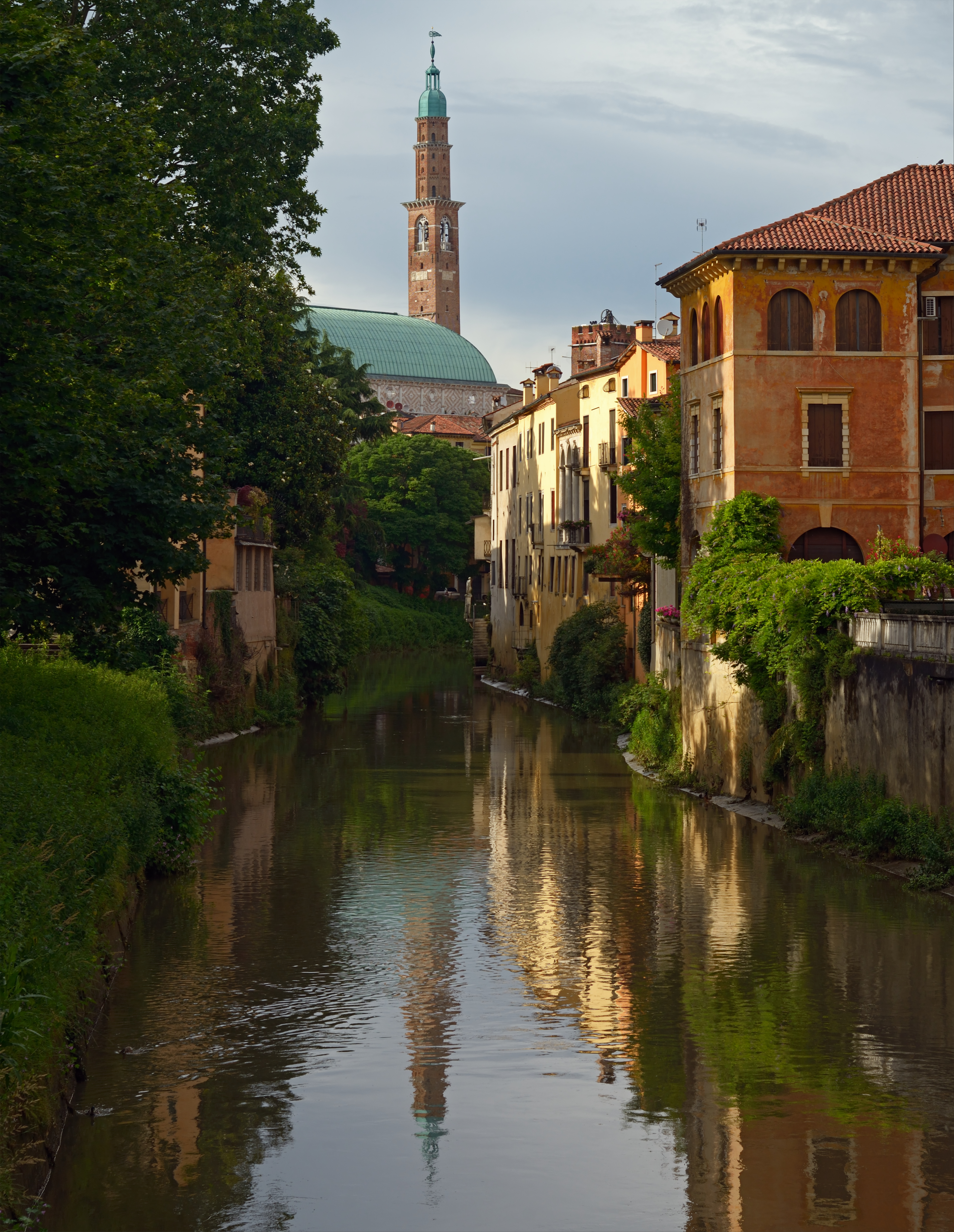
Ретроне и часовая башня Базилики Палладио

Расположенный на высоте 39 метров над уровнем моря, город окружен холмами с юга и запада. Старый город находится на слиянии реки Баккильоне с притоком Ретроне.
Муниципалитет включает в себя не только городские кварталы, которые значительно расширились в течение двадцатого столетия, но и сельские районы на окраинах и в районе Монте Берико.
В Виченце континентальный климат с холодной зимой и влажным и теплым летом. Отопительный сезон продолжается с 15 октября по 15 апреля. Средняя продолжительность дня до двенадцати часов и шестнадцати минут, с минимумом в декабре (восемь часов и сорок девять минут) и максимумом в июне (пятнадцать часов и сорок минут).

## Климат
| Показатель                    | Янв. | Фев. | Март | Апр. | Май | Июнь | Июль | Авг. | Сен. | Окт. | Нояб. | Дек. | Год |
| ----------------------------- | ---- | ---- | ---- | ---- | --- | ---- | ---- | ---- | ---- | ---- | ----- | ---- | --- |
| Абсолютный максимум, °C       | 15   | 21   | 25   | 27   | 31  | 35   | 37   | 37   | 32   | 27   | 20    | 16   | 37  |
| Средний суточный максимум, °C | 6    | 8    | 12   | 16   | 22  | 25   | 28   | 27   | 23   | 17   | 11    | 7    | 17  |
| Средняя температура, °C       | 2    | 4    | 8    | 12   | 17  | 21   | 23   | 22   | 19   | 13   | 7     | 3    | 13  |
| Средний суточный минимум, °C  | −1   | 0    | 3    | 7    | 12  | 16   | 18   | 17   | 14   | 9    | 3     | 0    | 8   |
| Абсолютный минимум, °C        | −18  | −13  | −6   | 0    | 2   | 8    | 11   | 7    | 3    | 0    | −6    | −10  | −18 |
| Источник: www.weatherbase.com |      |      |      |      |     |      |      |      |      |      |       |      |     |

## Экономика
Статистика рассматривает основные экономические показатели города вместе со всей провинцией.
На территории провинции имеются металлургическая, текстильная, фармацевтическая, целлюлозно-бумажная промышленность, производство химических и синтетических волокон, электроэнергетика, электронная, пищевая и оптическая промышленность, а также производство механического оборудования.
Экспорт. Виченца занимает третье место среди всех итальянских провинций. Она идет следом за Миланом, который концентрирует в себе финансовый капитал Турина, где Fiat имеет свою штаб-квартиру. Результат является ещё более значительным, если учесть, что 9 млрд и 266 млн евро оборота экспорта (см. в 2005) состоит в основном из продукции малых и средних предприятий, которые в состоянии, несмотря на небольшие размеры, конкурировать с крупными международными группами, с применением таких конкурентных преимуществ, как гибкость, специализация, высокие темпы и высокий технологический уровень.
Рынки в основном в странах Европейского союза (38,6 %), в Северной Америке (15,7 %), Центрально-Восточной Европе (15,2 %) и странах Азии (11,7 %).
Система производства города состоит из значительного числа мероприятий по поддержке стратегических компаний: для компаний в секторе передовых услуг, банков и финансовых групп проводятся торговые ярмарки, они участвуют в области подготовки кадров, особое внимание уделяется продвижению товаров и поддержке интернационализации предприятий. Особенно активно это делается для поддержки индустрии производства ювелирных изделий, в этой области Виченца считается передовой.
Среди наиболее важных отраслей промышленности, присутствующих в Виченце, — швейная промышленность, в провинции присутствуют такие промышленные группы, как Diesel SpA, Gas Jeans, Dainese (спортивная одежда), Pal Zileri (одежда для мужчин) и Bottega Veneta.
Виченца является штаб-квартирой крупного банка Banca Popolare di Vicenza, имеющего филиалы по всей Италии (либо непосредственно, либо через другие банки). После создания банка Intesa Виченца стала одной из центральных областей. В историческом центре города также находятся Veneto Centrale di Unicredit и штаб-квартира Banco Desio Veneto (группа Banco Desio).

## Культура

### Архитектурные памятники

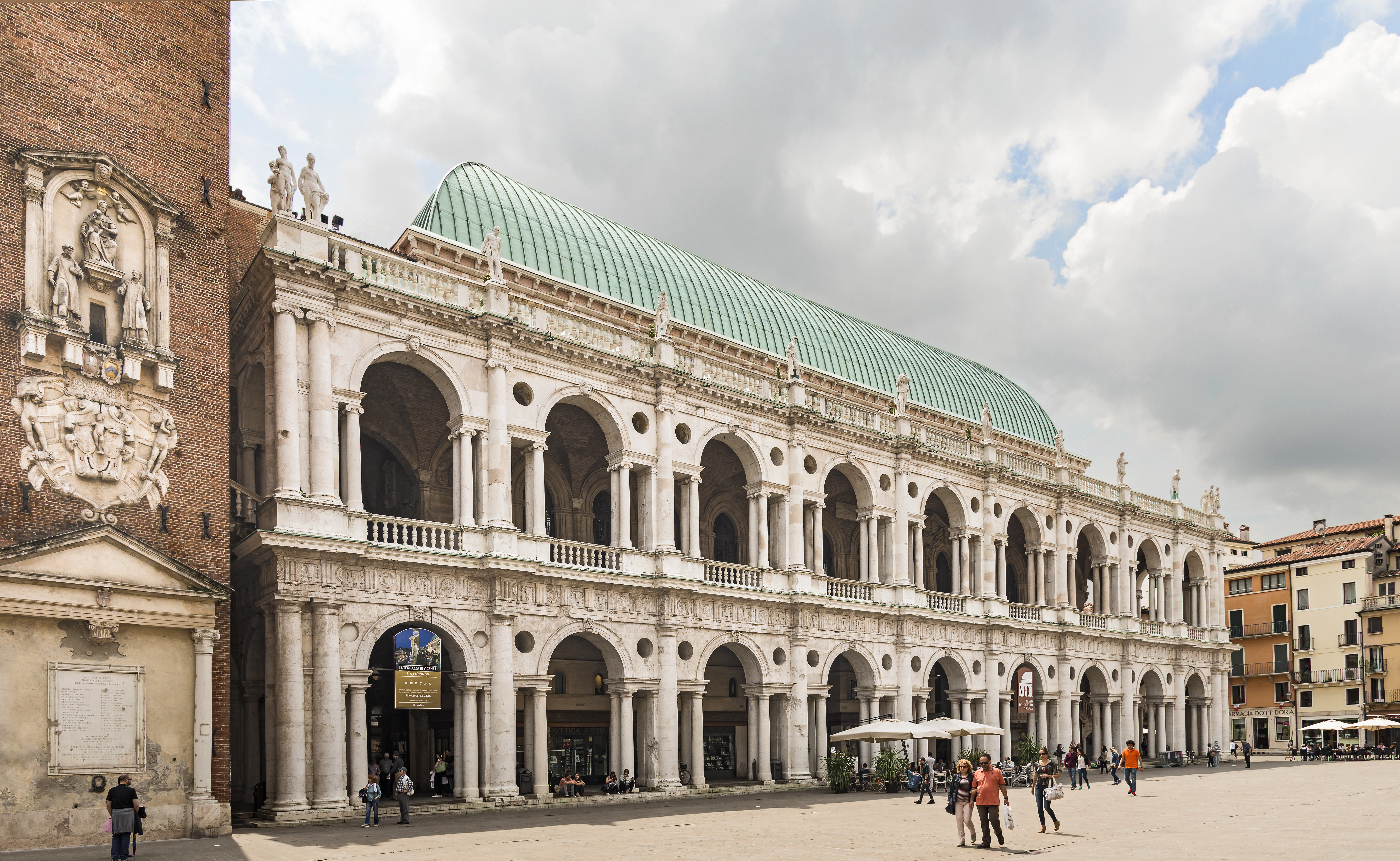
Базилика Палладио

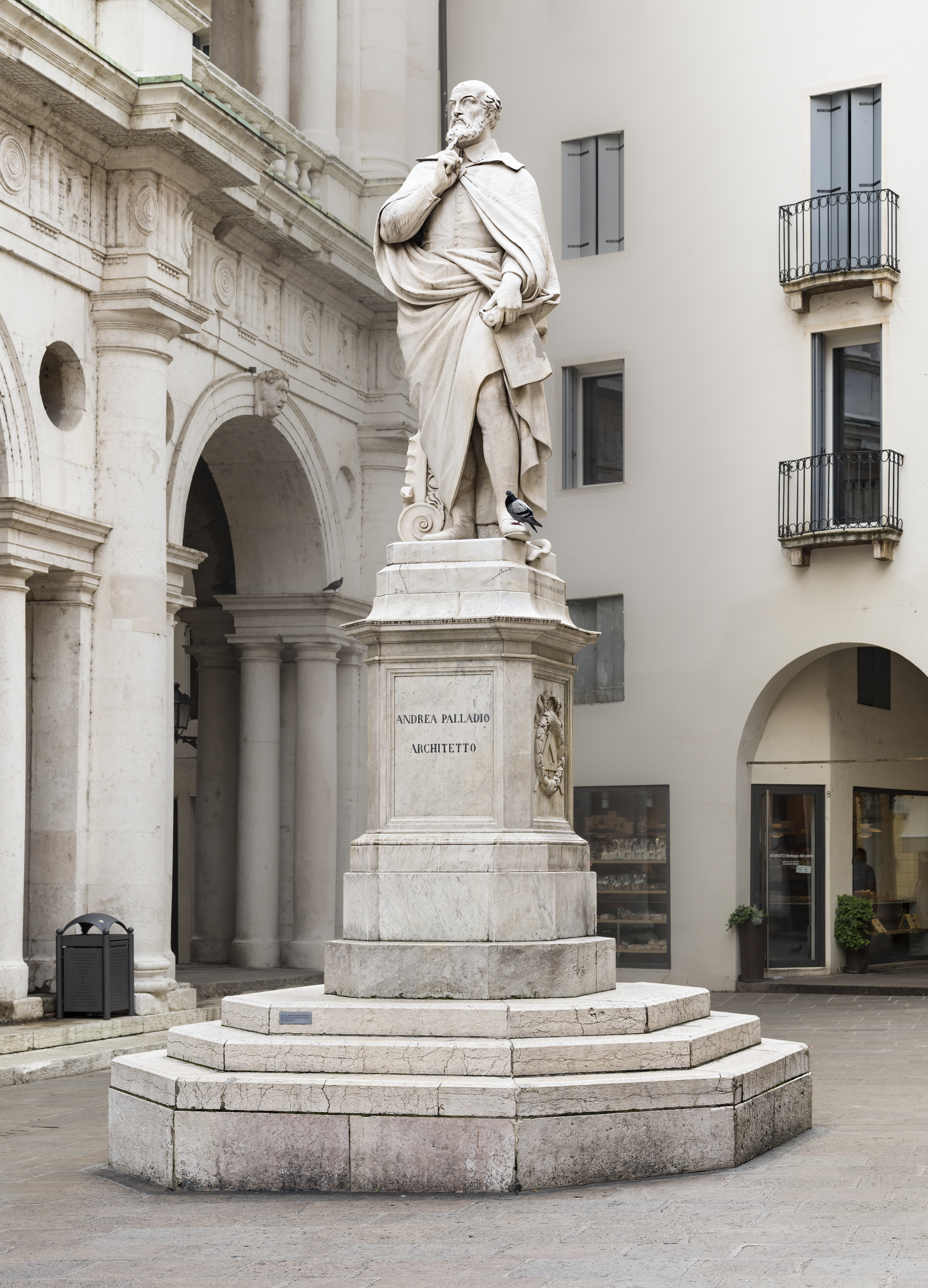
Памятник Андреа Палладио в Виченце

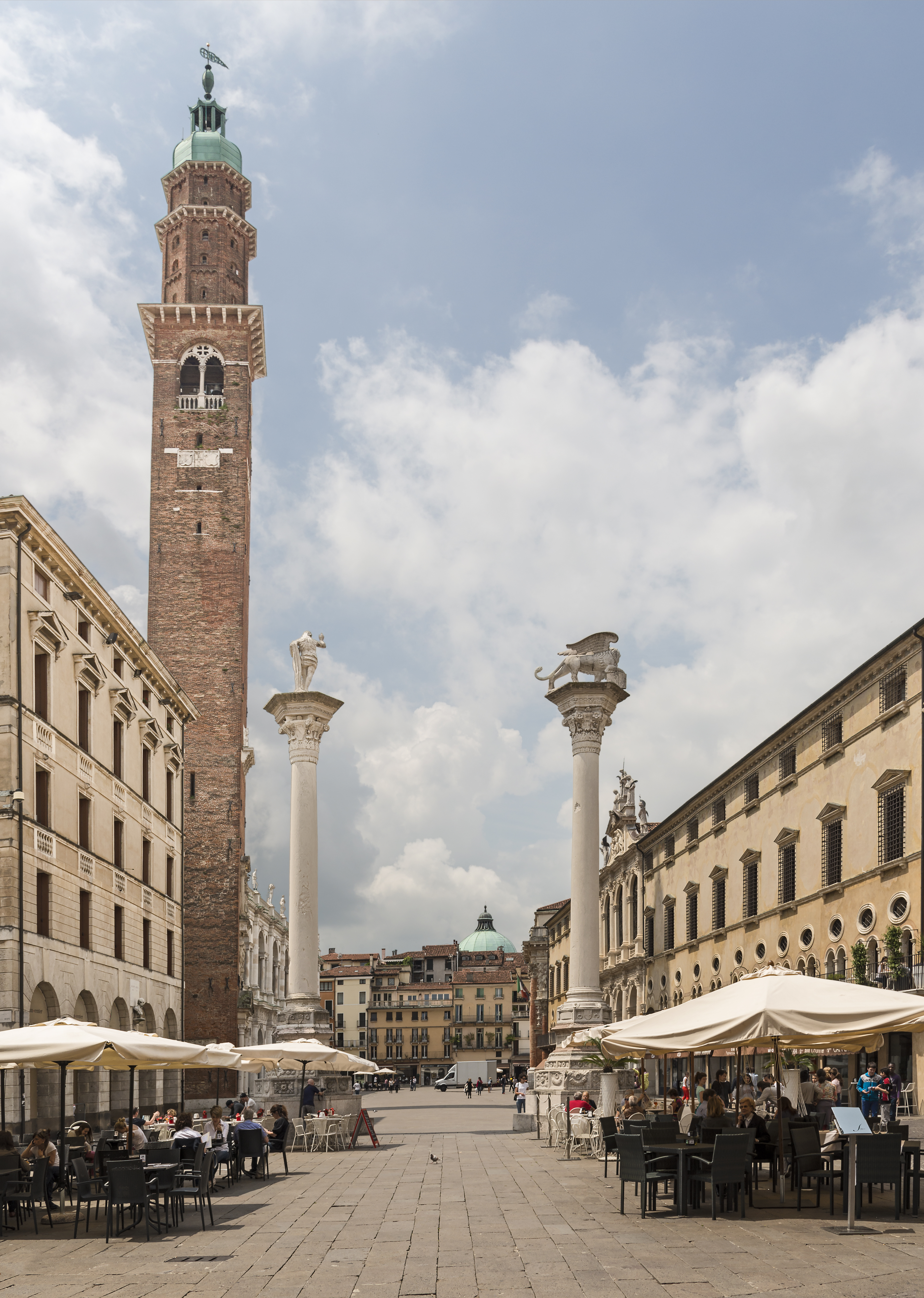
Пьяцца деи Синьория

«Базилика в Виченце» (на самом деле общественное сооружение), возведение которого началось в 1549 году, согласно проекту Андреа Палладио, является одним из наиболее известных общественных зданий. Площадь Пьяцца деи Синьория уже в Средние века была центром политической деятельности (мэрия, суд). Её фасады представляют собой изобретение Палладио, в котором стена «зрительно дематериализуется» рядом «палладиевых окон» в форме непрерывных аркад. Была частично разрушена во время бомбардировки в годы Второй мировой войны и перестроена, в настоящее время идёт сложная реставрация, начавшаяся в 2007 году, завершение которой запланировано на весну 2009.

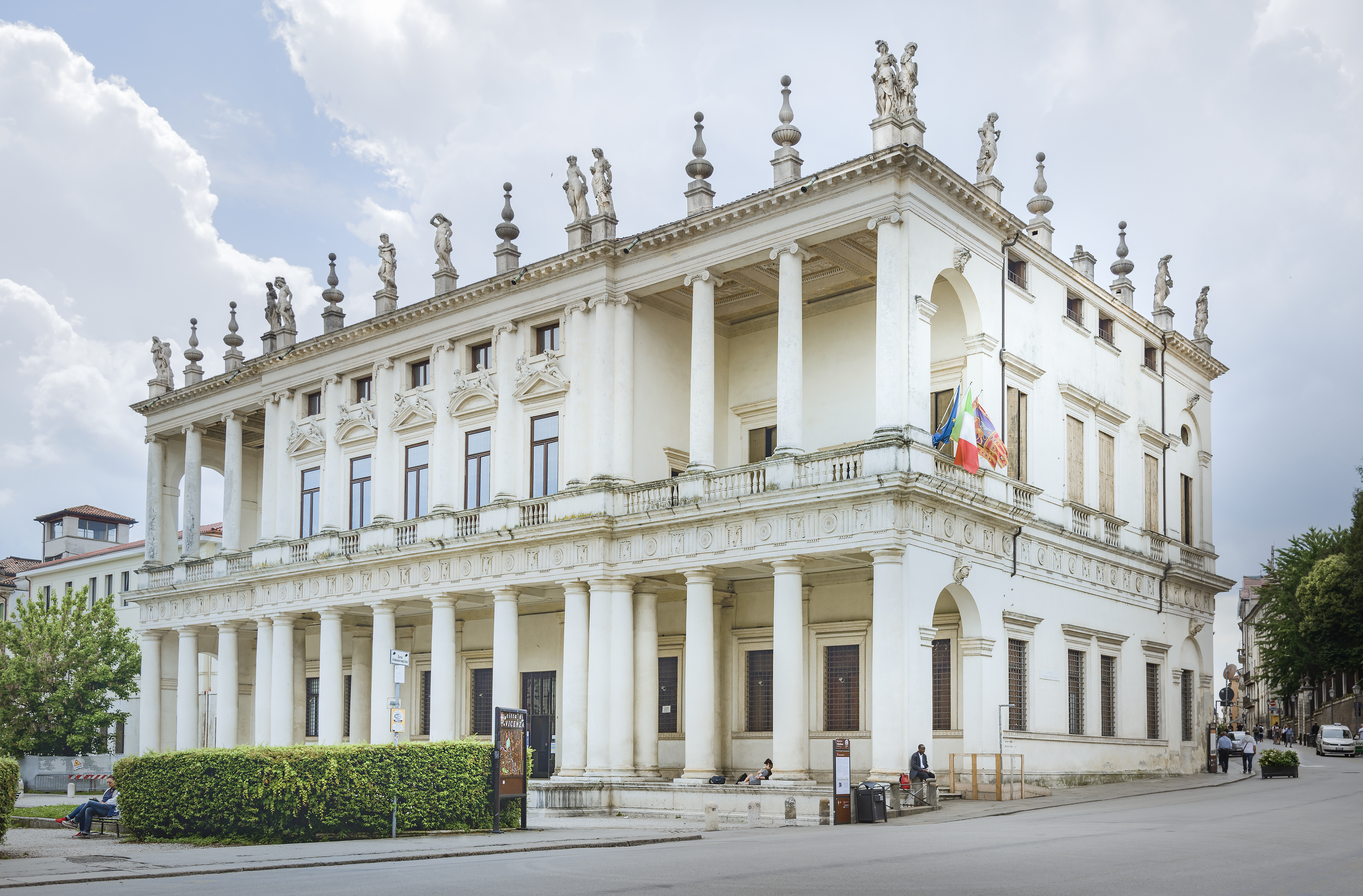
Palazzo Chiericati

Палаццо Кьерикати, в котором ныне находится картинная галерея, было построено между 1550 и 1580 годами знаменитым итальянским архитектором Андреа Палладио как частная резиденция. Большое здание состоит из центральной части с двумя симметричными крыльями. Главный фасад оформлен двухъярусными галереями-лоджиями.

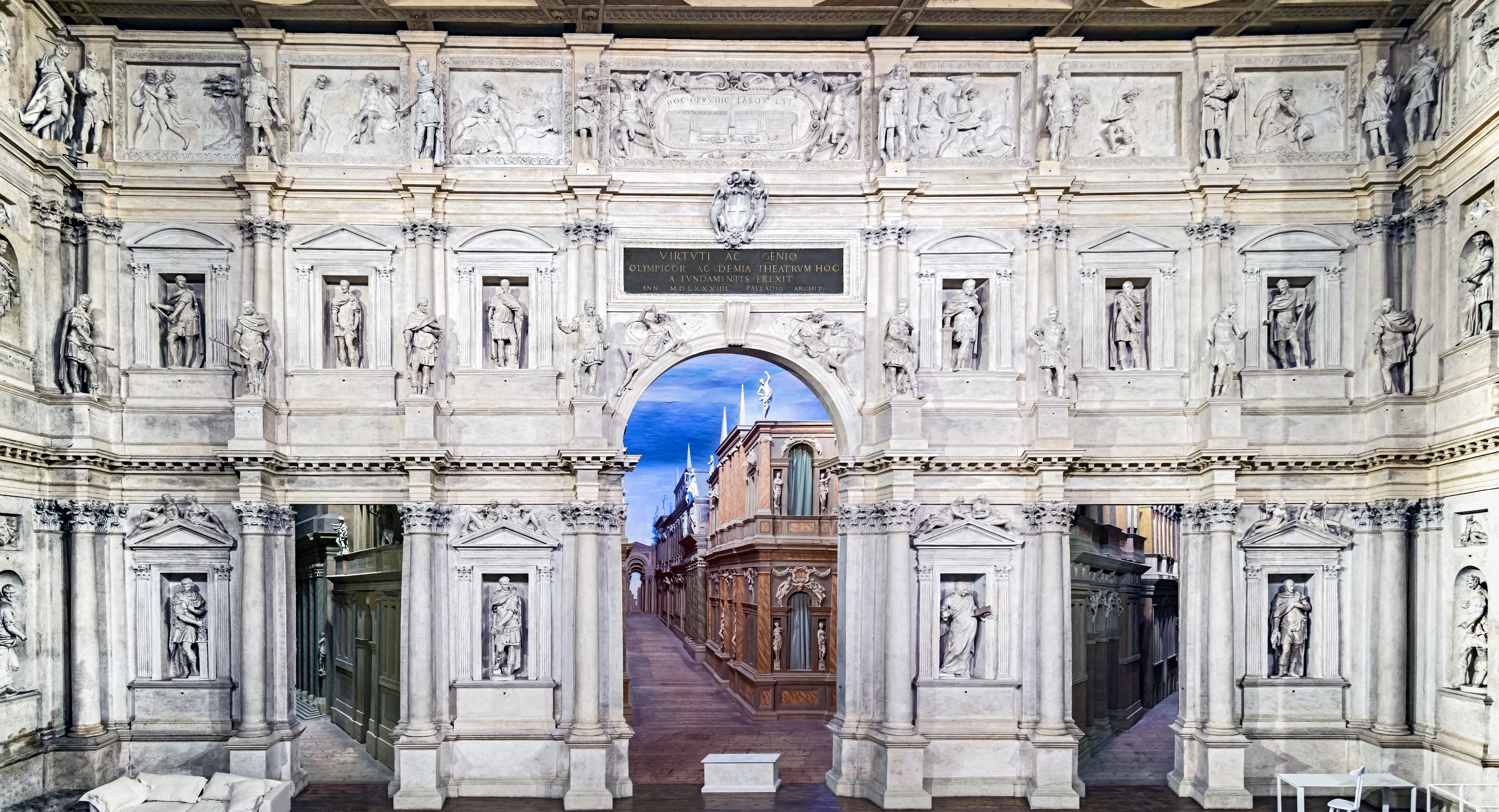
Teatro Olimpico

Вблизи находится здание театра Олимпико, строительство которого началось в 1580 в качестве последнего проекта Палладио и который был закончен его учеником Винченцо Скамоцци. Театр считается первым примером крытого европейского театра. Его строительство было завершено после смерти Палладио (были достроены балкон и авансцена). Скамоцци разработал деревянную сцену, уделив большое внимание проработке всех деталей. Театр был открыт 3 марта 1585 года пьесой Софокла «Царь Эдип» и до сих пор используется.

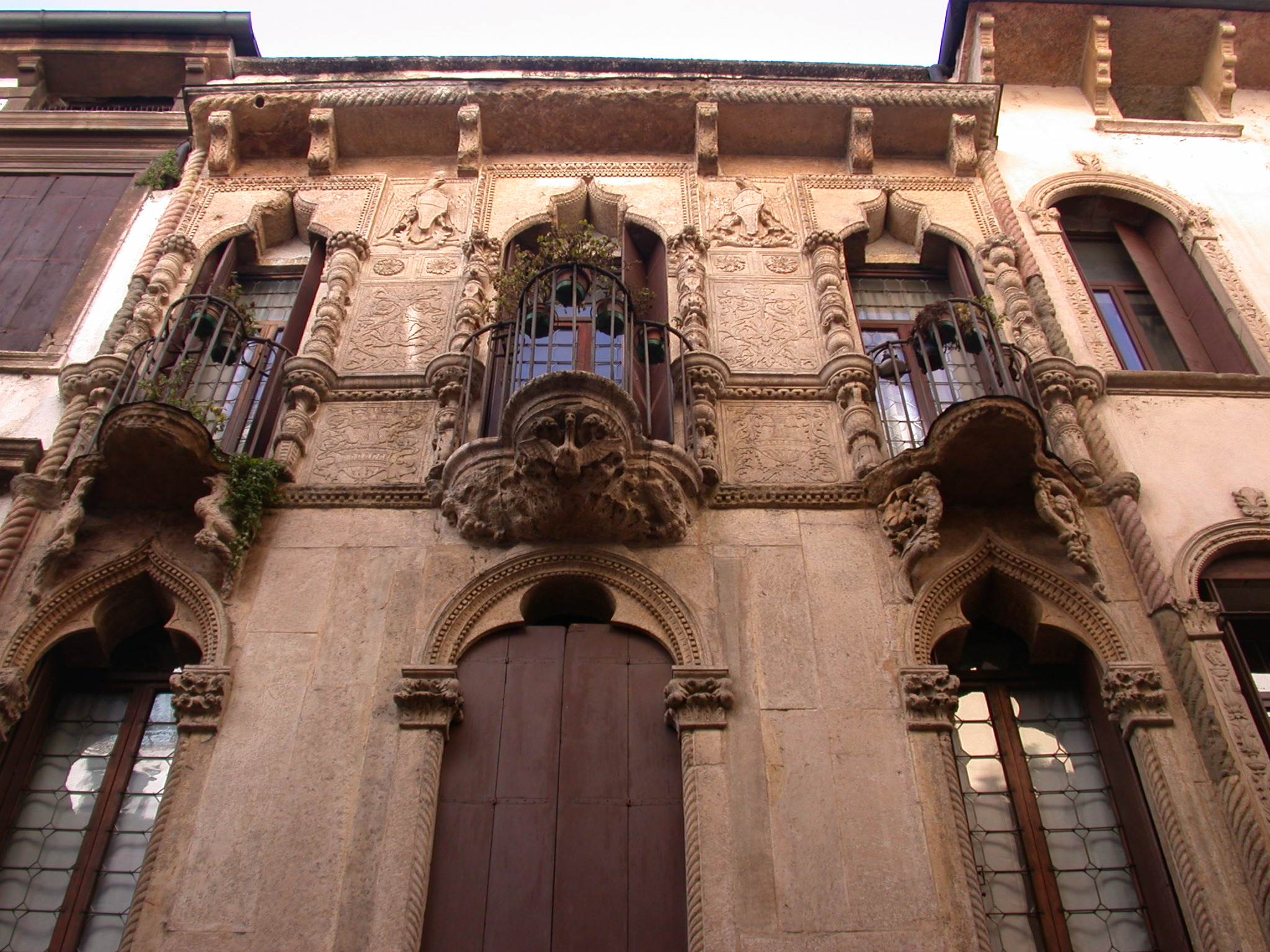
Palazzo Pigafetta

Дом Пигафетта, построенный в 1440, был домом мореплавателя Антонио Пигафетты. Его строительство было завершено в 1481 году. Здание сохранило первоначальный вид до наших дней. Это редкий пример готического здания, чей фасад полностью покрыт декоративными узорами. Двери украшены вязью в арабском стиле. Над входом в дом написан девиз Пигафетты и высечена его эмблема. Внутреннее убранство здания недоступно для осмотра, так как с 1990 года там идет ремонт. В здании хранятся дневники Пигафетты, участвовавшего в экспедиции Магеллана к Молуккским островам и на протяжении всего путешествия ведшего дневники.

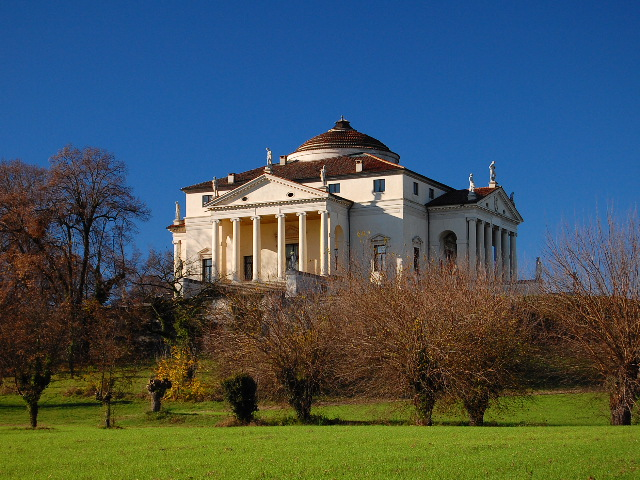
Вилла Ротонда

Вилла Ротонда, заложенная Палладио примерно в 1566 году около города, отличается необычным проектом. Пригородная вилла, первоначально предназначенная для представительских функций, может быть и убежищем для уединенных размышлений и исследований. Здание выполнено в форме креста, полностью вписанного в круг. Каждый из четырёх идентичных фасадов с колоннами и портиком ведет в центральный зал, сверху в куполе находится отверстие. Стены украшены фресками.

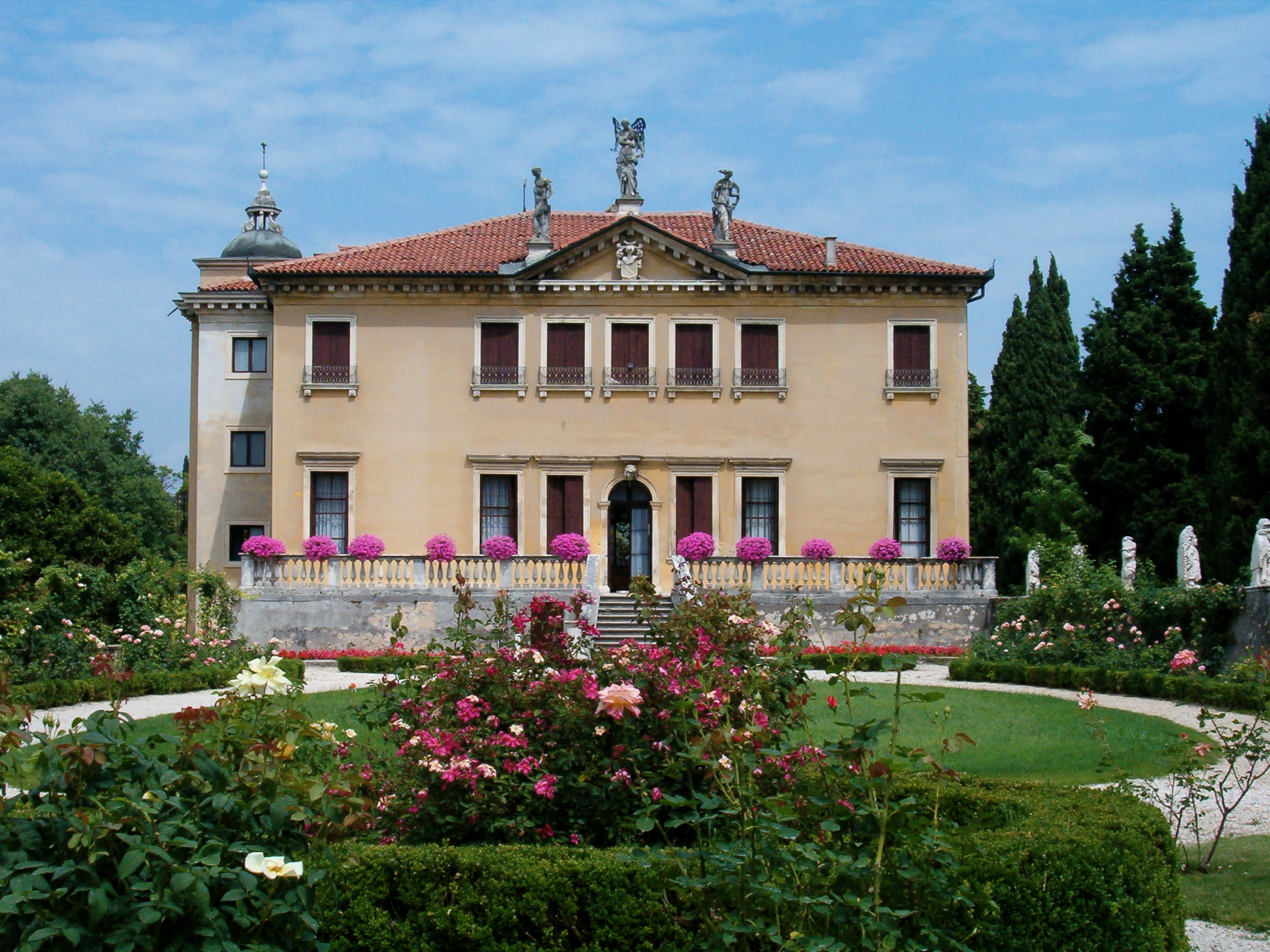
«Дом гномов»

Вилла Вальмарана «Дом гномов», также работы Палладио, находится на склонах Монте Берико. Собственность семьи благородных Вальмарана, наследники которых по-прежнему проживают на вилле. Строение характеризуется большим количеством каменных скульптур карликов, разбросанных в парке, в настоящее время расставленных на стенах (отсюда псевдоним). Вилла расположена недалеко от Виллы Капра. Главное здание и гостевой дом были расписаны Джамбаттиста Тьеполо и его сыном Джандоменико в 1757 году. В частности, в главном здании на стенах изображены сюжеты на мифологические и классические христианские темы. Гостевой дом расписан в более современном стиле, который напоминает искусство эпохи Просвещения, со сценами из повседневной жизни. В этой части виллы всё чаще проявляется авторство сына Тьеполо.
Палаццо Леони Монтанари, заложенное в 1678 году и завершенное в первой половине восемнадцатого века. Здание построено в стиле барокко, украшено эпизодами из греко-римской мифологии. В восемнадцатом веке претерпело перестройку в неоклассическом стиле. В настоящее время это частный музей (принадлежит банку Интеза), в котором находятся некоторые шедевры венецианской живописи и уникальная коллекция русских икон (единственная за пределами России и Украины, где можно видеть древнерусские иконы XIII века).

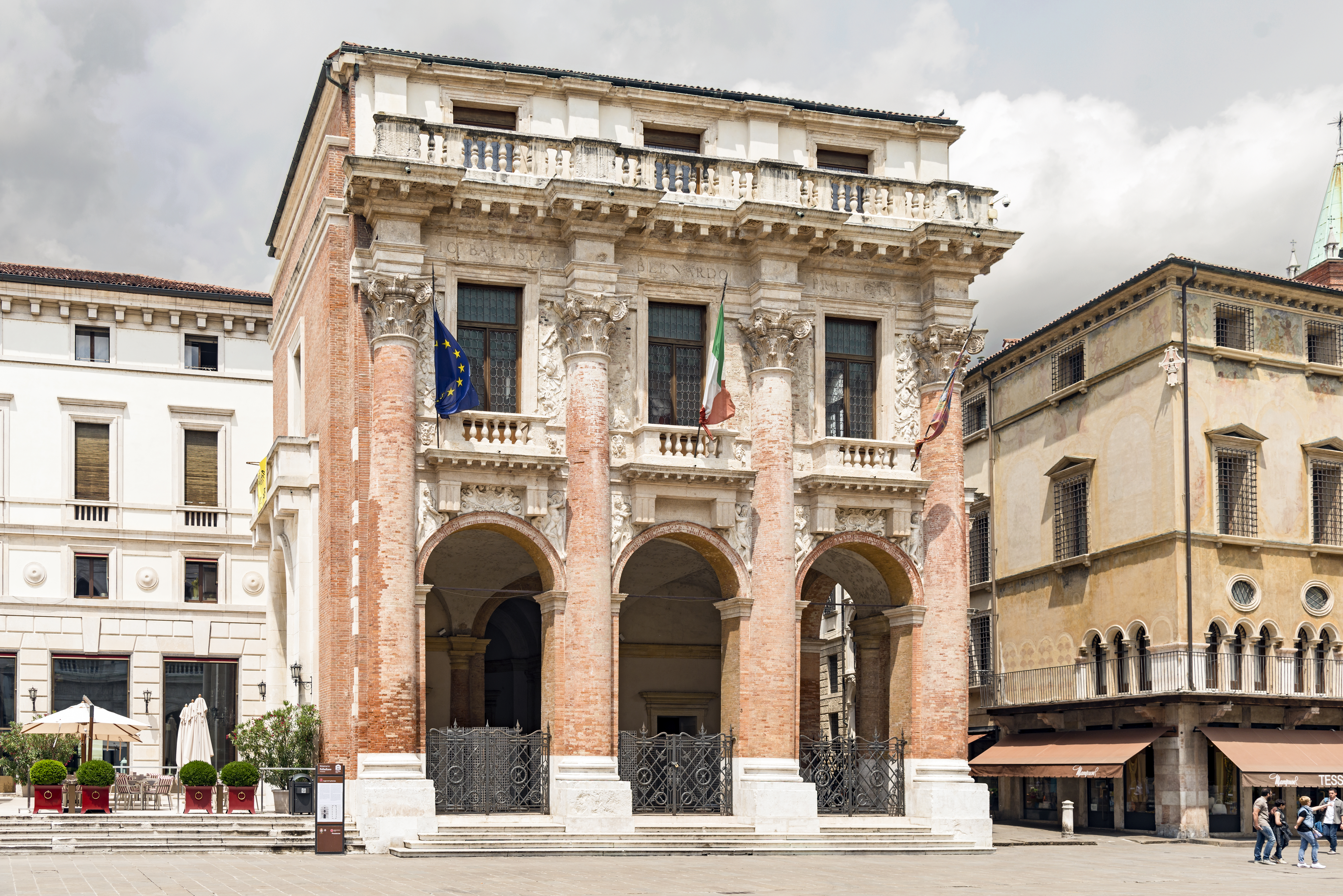
Лоджия дель Капитанио

Лоджия дель Капитанио является дворцом работы Андреа Палладио, находится дворец на центральной площади Пьяцца дей Синьори, напротив базилики «Палладиана». Он был украшен скульптором Лоренцо Рубини. Дворец был спроектирован в 1565 году и построен в 1571 году в качестве резиденции представителя Республики Венеции в городе. Сегодня это городской совет. 
Базилика Феличе и Фортунато — один из наиболее важных памятников города Виченца, потому как является важным образцом раннехристианского искусства, начиная примерно с десятого века.
Базилика была построена в районе, ранее предназначенном для языческого некрополя, и обязана своим названием двум святым, чьи мощи находятся внутри. Базилика была в значительной степени разрушена в ходе вторжения венгров в 925 году и была восстановлена лишь в конце десятого века по воле епископа Родольфо. Наряду с базиликой была построена башня, в 983 году церковь была официально отдана бенедиктинцам. Монахи реконструировали церковь и колокольню (частично разрушенную после землетрясения в 1117 году).

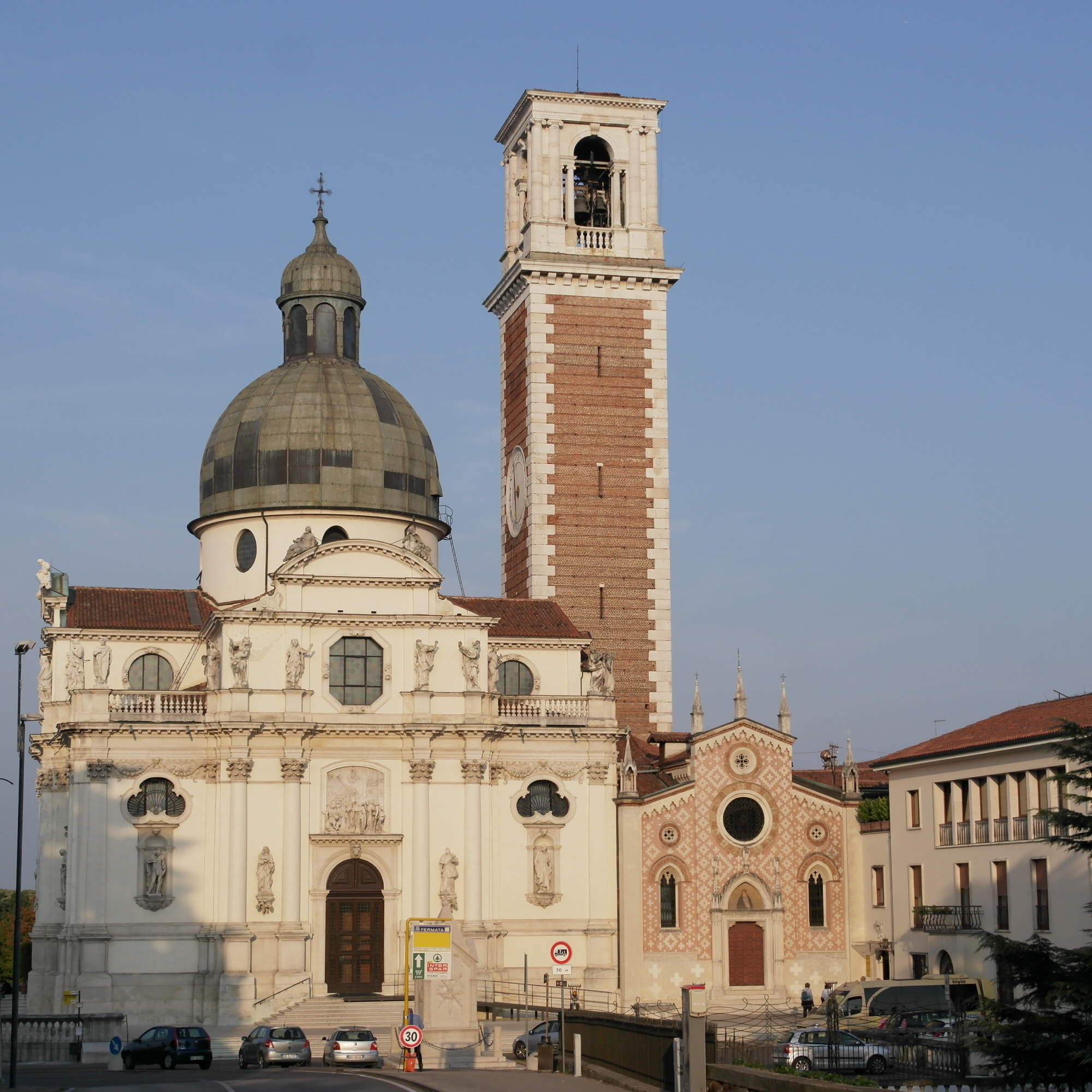
Храм Богоматери

Храм Богоматери Монте Берико возводился в два этапа, первый начался в 1428 году, а второй был закончен в 1703 году архитектором Карло Борела. Состоит из двух церквей, построенных в стилях двух разных эпох: первая в готическом стиле, вторая в стиле барокко и классическом стиле. Из живописи можно обратить внимание на картину «Ужин святого Григория Великого» кисти Паоло Веронезе. Колокольня в 1826 году была построена Антонио Пьовене. Здания возведены в честь двух событий: явления Богородицы и освобождения города от страшной чумы.

## Известные жители и уроженцы
- Антонио Пигафетта (ок. 1491 — ок. 1531) — секретарь Фернана Магеллана во время его экспедиции, обогнувшей Земной шар.
- Мария Бертилла Боскардин (1888—1922) — католическая святая.
- Джузеппина Бахита — католическая святая.
- Фабрис, Еврозия (1866—1932) — католическая святая.
- Эми Адамс — известная американская актриса.
- Иван Фрязин — дипломат, итальянец по происхождению, на русской службе в XVI веке.
- Орсато, Даниэль (род. 1975) — футбольный судья, обслуживает матчи Серии A, Лиги чемпионов УЕФА и Лиги Европы УЕФА.
- Луиджи да Порто (1485, Виченца — 10 мая 1529, Виченца) — итальянский писатель и историограф; известен как автор истории о Ромео и Джульетте

## Музеи
В городе есть несколько музеев в муниципальной и частной собственности.
- Музей природы и археологии Санта-Корона открыт в сентябре 1991 года, находится в двух шагах от Доминиканского монастыря, что около церкви Санта Корона в историческом центре города. Внутри выставка, состоящая из двух разделов: природа Виченцы с её флорой и фауной и археологическая экспозиция, начиная с палеолита.
- Музей сопротивления находится на холме на вилле Гуисиоле. Музей собирает воспоминания об основных исторических событиях и людях Виченцы. Документы и реликвии собраны в коллекции, показывающей историю Виченцы, а в некоторых случаях и Европы (материалы о войнах, начиная с первого похода Наполеона по захвату Италии в 1796 году и до конца Второй мировой войны и борьбы за освобождение (1945)).
- Гражданская картинная галерея, размещенная в Палаццо Кьерикати, является старейшим музеем в городе. Открыта 18 августа 1855 года, содержит большую коллекцию живописи и скульптуры, собрание рисунков, гравюр и нумизматический кабинет. Центральное место занимают картины Буонконсильо, Чимы да Конельяно, Сперанзы и Фоголино, к которым можно добавить группу работ Якопо Бассано, Маффеи, Карпиони. Благодаря пожертвованиям музей имеет шедевры Тинторетто, Антон ван Дейка, Себастьяно Риччи, Марко, Луки Джордано, Джамбаттисты Тьеполо, Пьяцетты и 33 рисунка Палладио. Пожертвования включают в себя наследие Нери Поццы, состоящее из скульптур и гравюр этого художника и его коллекции современного искусства, включая произведения Карло Карра, Филиппо Де Писиса, Виргилио Гьюди, Освальдо Личини, Оттоне Розаи, Джино Северини, Эмилио Ведова.
- Галерея Палаццо Леони Монтанари, принадлежащая Банку «Интеза», была открыта в 1999 году. У истоков её коллекции — более чем 400 русских икон и произведений венецианской живописи XVIII века. Ежегодно в лаборатории внутренней реставрации восстанавливается оригинальное великолепие одного или нескольких произведений искусства, которые представлены в галерее.
- Епархиальный музей открыт в 2005 году, находится в залах дворца епископов и знаменит богатой коллекцией церковных экспонатов.
- Музей Палладио в Палаццо CISA (Международный исследовательский центр архитектуры Андреа Палладио) был открыт в 1997 году. Внутри находятся деревянные модели и отливки, сделанные в ходе выставки Палладио в семидесятых годах, анимированные компьютерные модели, мультимедиа и исторические документальные фильмы о Палладио и реставрации. В то же время музей Палладио выпускает календарь выставок, посвященных архитектуре.
- Музей Палаццо Тьене содержит картинную галерею, в которой представлены произведения с XV по XIX век, 300 гравюр XVIII века, первые печатные книги, имеется также раздел, посвященный керамике и скульптуре.